# Kettletown State Park
Kettletown State Park ist ein State Park im US-Bundesstaat Connecticut auf dem Gebiet der Gemeinde Southbury am Ostufer des Lake Zoar, einem Stausee des Housatonic River. Auf dem gegenüberliegenden Ufer erstreckt sich der Paugusett State Forest. Der Park bietet Möglichkeiten zum Bootfahren, Schwimmen, Angeln und Wandern.

## Geschichte
Das Gebiet wurde nach dem Kettletown Brook benannt, nachdem zuerst Indianer des Pootatuck-Stammes der Algonkin-Gruppe dort siedelten. Das Gebiet gehörte zum "Pleasant Vale". Die Milchvieh-Farmen, die dort entstanden waren, wurden aufgegeben, als besseres Weideland zugänglich wurde, und 1919 errichtete die Connecticut Light and Power Company den Stevenson Dam, der große Flächen überflutete. Der Stausee ist die fünftgrößte Wasserfläche in Connecticut.

## Geologie
Die geologischen Formationen des Parks sind weitgehend durch die Eiszeiten geprägt. Es gibt viele Moränen und an verschiedenen Stellen finden sich Findlinge. Insgesamt ist die Geologie ähnlich wie in dem nahegelegenen Penwood State Park.